# Geschiedenis van Jemen
De geschiedenis van Jemen kan onderverdeeld worden in de periode voor de onafhankelijkheid en de periode na de onafhankelijkheid.

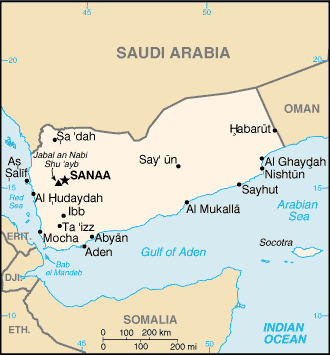
Kaart van Jemen

## Voor de komst van de islam
De eerste geciviliseerde bewoners van Jemen waren de Qahtanieten. Zij leefden tussen 2.300 en 800 v.Chr. in het gebied dat nu Jemen is. Er is weinig over dit volk bekend, omdat zij het schrift niet kenden en omdat zij door de Grote Arabische Woestijn geïsoleerd leefden van de Semieten in Mesopotamië. Latere handel met stammen aan de Rode Zeekust bracht ze echter wel in contact met de Feniciërs en van hen werd in de 9e eeuw v.Chr. het schrift overgenomen, waarmee voor Jemen de geschreven geschiedenis begon.

### Sabeeërs

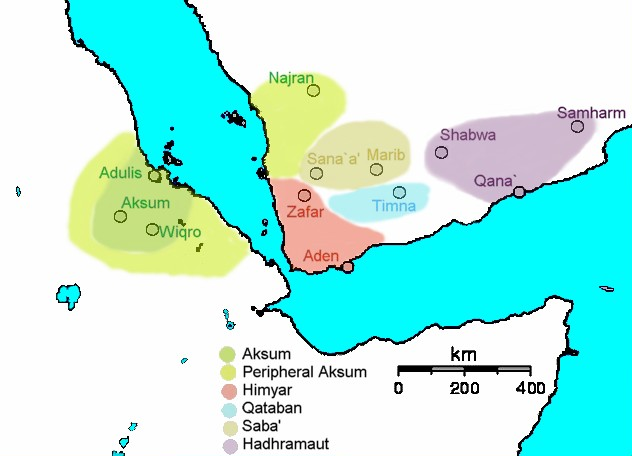
Jemen rond 230 n.Chr.

In de tijd van de Sabeeërs, van de 8e eeuw v.Chr. tot 275 n.Chr., bloeiden de landbouw en de handel volop, waardoor het land grote welvaart kende. Diverse soorten hars, zoals olibanum en mirre, werden geëxporteerd naar India, Abessinië en het Middellandse Zeegebied. Ook had het land een geavanceerd irrigatiesysteem, waaronder de indrukwekkende Maribdam, die rond 700 v.Chr. werd gebouwd en zorgde voor de irrigatie van 100 km² land. Bij de Romeinen, die onder de indruk waren van de welvaart en vooruitgang, stond het land bekend als Arabia Felix, oftewel het gelukkige Arabië. Het Sabeïsche Koninkrijk lag in het zuidwesten van Jemen. De hoofdstad Marib lag in de buurt waar nu Sanaa ligt. Sommige historici denken dat het Sabeïsche Koninkrijk hetzelfde land was als het Koninkrijk Sheba dat in het Oude Testament en de Koran wordt genoemd.
Naast het Sabeïsche Koninkrijk waren in die periode diverse andere koninkrijken in Jemen: Hadramaut, Ausan, Qataban, Ma'in en Himyar. Himar veroverde het gebied van de Sabeërs, Qataban en Hadramaut en verenigde hiermee een groot deel van het huidige Jemen. Aan het begin van de 6e eeuw kwam Himyar ten val toen het vanuit Eritrea werd veroverd door het Koninkrijk Aksum.

## Islamitische periode tot aan de komst van de Ottomanen
De Aksumieten werden aan het einde van de 6e eeuw verdreven door het opkomende Perzische rijk der Sassaniden. Toen Badhan in 628 de Perzische gouverneur van Jemen werd en zich bekeerde tot de islam, werd dit de nieuwe godsdienst. Door de val van het rijk der Sassaniden, werd Jemen een deel van het door de profeet Mohammed gestichte Islamitisch Kalifaat, dat geleid werd door de Rechtgeleide Kaliefen. In 661 werden zij opgevolgd door de Omajjaden en in 750 door de Abbasiden. 
In 898 stichtte imam Al-Hadi il-al-Haqq Yahya bin Husayn de Zaydi-dynastie in Sa'dah die er - met onderbrekingen - tot 1962 aan de macht zou blijven. 
In 1173 werd Jemen veroverd door de Ajjoebiden. Toen zij in 1229 weer vertrokken, kwamen de Rasoeliden aan de macht, die tot het eind van de 15e eeuw zouden heersen in Jemen.

## Ottomaanse en Britse periode

### Noord-Jemen
In 1516 werd Jemen een onderdeel van het Egyptische sultanaat der Mammelukken, maar een jaar later moesten de Mammelukken zich alweer overgeven aan de Ottomaanse Turken en werd Jemen een onderdeel van het Ottomaanse Rijk. De Ottomanen werden op hun beurt echter weer uitgedaagd door de lokale zaiditische imam al-Mansur al-Qasim, waardoor van 1630 tot aan de 19e eeuw alleen de kustgebieden in handen bleven van de Ottomanen, terwijl het binnenland bestuurd werd door de zaiditische imams. Het Zaiditisch Imamaat viel in de 19e eeuw door interne verdeeldheid uiteen, waardoor de Ottomanen in de jaren 1830 het hele noorden van Jemen in handen konden krijgen.

### Zuid-Jemen

Vlag van de Kolonie Aden

In de tijd dat de Ottomanen bezit namen van het noorden van Jemen kregen de Britten interesse in het zuiden van Jemen. In 1832 kwam de Britse Oost-Indische Compagnie in de havenstad Aden aan, die zij kon gebruiken om kolen te leveren aan de schepen die onderweg waren naar Brits-Indië. Om de piraterij in het gebied een halt toe te roepen, werd Aden in 1839 officieel door de Britten in bezit genomen. Door de opening van het Suezkanaal werd het strategische en economische belang van de haven steeds groter.
De rest van Zuid-Jemen was in die tijd verdeeld in allerlei sultanaten, emiraten en sjeikdommen. Aan het eind van de 19e en het begin van de 20e eeuw sloten de Britten met al deze staatjes verdragen en werd het Protectoraat Aden opgericht. Om administratieve redenen was dit protectoraat gesplitst in een westelijk en een oostelijk protectoraat. Het oostelijke protectoraat bestond uit het Quaïtisultanaat Shir en Mukalla, het Kathirisultanaat Seiyun en het Mahrasultanaat Qishn en Socotra. De andere staatjes maakten deel uit van het westelijke protectoraat. In 1904 spraken de Britten en Ottomanen een grens af tussen het Ottomaanse Rijk in Noord-Jemen en het Britse Protectoraat Aden, maar de grenzen in het binnenland werden niet goed vastgelegd doordat de Ottomanen in het noorden alleen de belangrijkste steden in handen hadden. Het overige deel van Noord-Jemen was weer in handen gekomen van de Zaidieten.
Het zuiden bleef nog in Britse handen. De stad Aden werd tot 1937 vanuit Brits-Indië bestuurd en werd toen een aparte Engelse kroonkolonie, de Kolonie Aden. In 1959 gingen zes staten van het Protectoraat Aden in de nog altijd onder Britse protectie staande Federatie van Zuid-Arabische Emiraten op. Dit waren de sultanaten Audhali, Fadhli en Neder-Yafa, de emiraten Beidhan en Dhala en het sjeikdom Opper-Aulaqi. Later traden nog negen andere staten toe tot deze federatie. In 1962 werd de federatie weer opgeheven toen de nieuwe Zuid-Arabische Federatie werd opgericht. In 1963 trad ook de Kolonie Aden tot deze federatie toe. De staten die niet toetraden tot de federatie vormden het Protectoraat Zuid-Arabië. 
Inmiddels waren er diverse bevrijdingsbewegingen opgericht, onder andere het Nationaal Bevrijdingsfront van het Bezette Zuid-Jemen (FLOSY) en het marxistische Nationaal Bevrijdingsfront (NLF). De FLOSY verloor steeds meer bevrijd terrein aan het NLF. Op 27 november 1967 riep het NLF de onafhankelijke Volksrepubliek Zuid-Jemen uit en op 29 november 1967 trok het Verenigd Koninkrijk zich terug. 

## Onafhankelijkheid
In 1918 werd Noord-Jemen onafhankelijk van het Ottomaanse Rijk. In 1967 verlieten de Britten het protectoraat Aden dat zij in het zuiden hadden, en dat later Zuid-Jemen werd. In 1990 werden Noord-Jemen en Zuid-Jemen verenigd in de Republiek Jemen.
Jemenitische staten
| Vlag | Naam                               | Hoofdstad | Begin | Einde | Munteenheid             | Opmerking                                      |
| ---- | ---------------------------------- | --------- | ----- | ----- | ----------------------- | ---------------------------------------------- |
|      | Democratische Republiek Jemen      | Aden      | 1994  | 1994  | Zuid-Jemenitische dinar | Niet-erkende staat hield enkele maanden stand. |
|      | Democratische Volksrepubliek Jemen | Aden      | 1967  | 1990  | Zuid-Jemenitische dinar |                                                |
|      | Jemenitische Arabische Republiek   | Sanaa     | 1962  | 1990  | Noord-Jemenitische rial |                                                |
|      | Mutawakkilitisch Koninkrijk Jemen  | Ta'izz    | 1918  | 1962  | Noord-Jemenitische rial |                                                |
|      | Republiek Jemen                    | Sanaa     | 1990  | Heden | Jemenitische rial       |                                                |

### Noord-Jemen

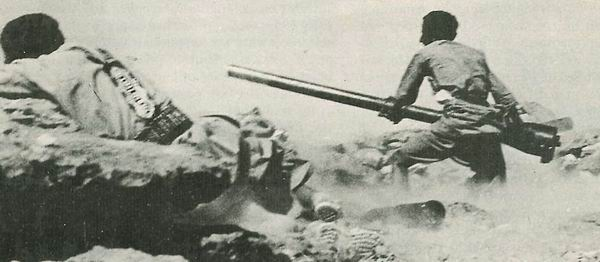
De Noord-Jemenitische Burgeroorlog

Na het beëindigen van de Eerste Wereldoorlog kregen de zaidische imams de macht over geheel Noord-Jemen en was er geen gebied in Jemen meer onderdeel van het Ottomaanse Rijk. De zaidische imams stichtten het Mutawakkilitisch Koninkrijk Jemen. 
Noord-Jemen was sinds 1918 een onafhankelijk vorstendom onder de sjiitische imam, en vanaf 1926 tevens koning, Yahya ibn Muhammad. De imam regeerde met harde hand als een conservatief en feodaal vorst, maar introduceerde tevens de westerse techniek en wetenschap in zijn land. In de jaren twintig was er een kortstondig grensconflict met de Saoedische koning Abdoel Aziz al Saoed. In 1924 versloeg al Saoed de imam Yahya ibn Muhammad in een oorlog, waarna het grensconflict werd opgelost in het voordeel van de Saoedi's.
Jemen behoort tot de medeoprichters van de Arabische Liga in 1945.
Op 17 februari 1948 kwam koning Yahya om het leven tijdens een mislukte staatsgreep van opstandige officieren. Nadat de staatsgreep een dag later was onderdrukt, volgde de zoon van Yahya, Ahmad Saif al-Islam hem op. Ook deze imam/koning regeerde despotisch, maar moderniseerde zijn land verder.
In 1955 werd er opnieuw een mislukte staatsgreep uitgevoerd door ontevreden legerofficieren. De imam liet de leiders van de couppoging terechtstellen. De imam begreep dat, wilde hij de ontevredenheid van het leger, maar ook van de overwegend soennitische bevolking, wegnemen, hij verregaande hervormingen moest doorvoeren. In augustus 1955 installeerde de koning een kabinet, waarvan hijzelf premier werd. In 1956 werden diplomatieke betrekkingen aangeknoopt met de Sovjet-Unie en richtte de imam zijn aandacht op Egypte, waar president Nasser aan de macht was gekomen. In februari 1958 trad Noord-Jemen als derde land toe tot de Verenigde Arabische Republiek [Egypte-Syrië]. In maart 1962 raakte de imam bij een aanslag ernstig gewond en in september 1962 liet hij het leven.
Op 19 september 1962 werd Muhammad al-Badr de nieuwe imam/koning van Noord-Jemen, maar een week later pleegde de Club van Vrije Officieren een coup en verdreven de imam naar het berggebied. Generaal Abdullah as-Sallal, een lid van de Vrije Officieren, werd Voorzitter van de Revolutionaire Commandoraad en daarmee de facto president van de nieuw uitgeroepen Jemenitische Arabische Republiek. De republiek werd onmiddellijk erkend door de Verenigde Staten en de Sovjet-Unie en Jemen verkreeg een zetel in de Algemene Vergadering van de Verenigde Naties.
Imam Muhammad al-Badr organiseerde echter met Saoedische hulp het verzet vanuit de bergen. De regeringstroepen van de republiek verkregen steun van Egypte. In 1965 sloten president Nasser van Egypte en koning Faisal van Saoedi-Arabië een overeenkomst en trokken beide landen zich uit Jemen terug. In 1965 vond er tevens een mislukt overleg plaats tussen royalistische en republikeinse afgevaardigden in Harad.
In 1968 trok Egypte zich uit Noord-Jemen terug, waarna de royalisten een grootscheeps offensief inzetten, dat echter door het regeringsleger werd gesmoord dankzij de hulp van de nieuwe republiek Zuid-Jemen (zie hieronder) en de Sovjet-Unie. In 1967 werd imam al-Badr afgezet en vervangen door de royalistische opperbevelhebber prins Muhammad al-Hussein, terwijl in het republikeinse kamp president al-Sallal werd vervangen door generaal Hasan al-Amri. Dankzij de bemiddeling van de Saoedische koning Faisal kwamen de republikeinen en monarchisten in maart 1970 tot een akkoord dat een einde maakte aan de burgeroorlog. De leden van het koningshuis konden naar Noord-Jemen terugkeren en enkele royalisten werden in het kabinet opgenomen. Na de verkiezingen van 1971 werd een Republikeinse Raad geïnstalleerd met als voorzitter Abd al-Rahman al-Iriani, die daarmee staatshoofd werd.
In 1971 ontstond er een conflict met het pro-communistische buurland, de Democratische Volksrepubliek (Zuid-)Jemen. Dit conflict leidde tot een korte grensoorlog in 1972. Noord-Jemen ontving steun van Saoedi-Arabië, terwijl Zuid-Jemen werd gesteund door de Sovjet-Unie. Op 28 november 1972 werd in Libië een vredesverdrag ondertekend en beide partijen beloofden te gaan zoeken naar mogelijkheden om beide landen samen te voegen tot één Jemen. Toch was er in 1973 weer sprake van schermutselingen in het grensgebied.
Bij een coup in juni 1974 kwam kolonel Ibrahim al-Hamdi aan de macht die de Revolutionaire Commandoraad herstelde en daarvan het voorzitterschap op zich nam. De rechtse kolonel al-Hamdi moest in 1977 het veld ruimen voor generaal Ahmad al-Gashmi, omdat al-Hamdi de situatie in eigen land niet meer meester was (o.a. opstand van stamhoofden). Abdul Karim Abdullah al-Arashi was in juni en juli 1978 korte tijd interim-voorzitter van de Revolutionaire Commandoraad, maar werd uiteindelijk opgevolgd door de autoritaire generaal Ali Abdullah Saleh. Saleh werd de eerste president van de republiek en schafte de Revolutionaire Commandoraad af. Hij accepteerde hulp van de Sovjet-Unie, dat 300 adviseurs zond. Tegelijkertijd werden uiterst links (Nationaal Democratisch Front) en de fundamentalisten (Moslimse Broederschap, Islamitisch Front) scherp in de gaten gehouden. In 1980 ontstonden er conflicten tussen communistische milities in het zuiden en het regeringsleger. Saoedi-Arabië, dat zijn wapenleveranties had gestaakt, maar nu hervatte - mits het Islamitisch Front niet meer zou worden vervolgd - bewapende het regeringsleger.
Halverwege de jaren tachtig verbeterden de betrekkingen tussen Noord-Jemen en Zuid-Jemen, omdat in dat laatste land de gematigde socialist Haider Abu Bakr al-Attas aan de macht was gekomen.
In 1962 vond in het Mutawakkalitisch Koninkrijk Jemen een staatsgreep plaats waarbij imam Muhammad al-Badr werd afgezet en de republikeinen de Jemenitische Arabische Republiek uitriepen. Dit leidde tot de acht jaar durende Noord-Jemenitische Burgeroorlog, waarbij de monarchisten werden gesteund door Saoedi-Arabië en de republikeinen door de Verenigde Arabische Republiek van president Nasser. Uiteindelijk wonnen de republikeinen en werd in 1970 een bestand bereikt, waarbij Saoedi-Arabië de republiek erkende. In 1971 hadden alle buitenlandse troepen het land verlaten.

### Zuid-Jemen
Op 30 november 1967 werden de federatie en het protectoraat samengevoegd en onafhankelijk onder de naam Volksrepubliek Zuid-Jemen. 
Op 30 november 1967 werd de gematigde NLF-leider Qahtan al-Shaabi tot president benoemd en trad het land toe tot de Verenigde Naties en de Arabische Liga. Het land werd opgedeeld in gouvernementen (provincies) teneinde de macht van de plaatselijke sultans (emirs) te breken. Veel sultans vluchtten daarop naar het buitenland (Saoedi-Arabië). In 1968 brak een burgeroorlog uit, toen extreemlinkse ministers hun ontslag aanboden en linkse opstandelingen in het vijfde en zesde gouvernement (provincie) de macht hadden overgenomen en volksraden instelden. Zij eisten dat de volksraden de Opperste Raad zouden kiezen die het land zou gaan besturen. In maart 1968 kwam ook het derde gouvernement in opstand. 
In 1969 grepen marxisten in het land de macht en een jaar later werd het land Democratische Volksrepubliek Jemen genoemd. President al-Shaabi werd na een staatsgreep afgezet en er kwam een Republikeinse Raad van vijf personen aan de macht die het land ging besturen. Deze raad werd beheerst door extreemlinkse personen. De gematigd linkse Salem Ali Rubayyi werd voorzitter van de raad. In 1969 werden de buitenlandse bedrijven genationaliseerd.
Hoewel Zuid-Jemen vanaf het begin de republikeinen in Noord-Jemen had gesteund, ontstonden na de burgeroorlog in dat laatste land problemen die leidden tot een grensoorlog (1971). De Vrede van Tripoli maakte in november 1972 formeel een einde aan de oorlog, maar de strijd laaide desondanks in 1973 weer kortstondig op. Naast problemen met Noord-Jemen, had Zuid-Jemen ook problemen met Saoedi-Arabië en Oman. Zuid-Jemen beschuldigde deze landen van 'imperialisme'. Inmiddels verkregen de doctrinaire marxisten steeds meer zeggenschap en werd de positie van de nieuwe (gematigde) voorzitter van de Republikeinse Raad, Ali Nasser Muhammad Husani, onhoudbaar. In december 1978 werd de Republikeinse Raad ontbonden en werd het Presidium van de Opperste Volksraad ingesteld met de radicale pro-Moskou-socialist Abdel Fattah Ismail als voorzitter. Ismail voerde een sterke pro-Russische koers en veranderde de naam van het Nationaal Bevrijdingsfront (NLF) in de Jemenitische Socialistische Partij (YSP), met zichzelf als partijsecretaris. In april 1980 trad Ismail af; formeel om 'gezondheidsredenen', maar in werkelijkheid omdat Ismail Zuid-Jemen in een isolement had gebracht. De gematigde marxist Ali Nasser Muhammad Husani werd opnieuw staatshoofd en werd tevens secretaris van de YSP. President Ali Nasser bracht bezoeken aan Tsjecho-Slowakije en de DDR, met welke landen hij samenwerkingsverdragen sloot.
De betrekkingen met Noord-Jemen bleven slecht, omdat de pro-Zuid-Jemenitische NLF aldaar verwikkeld was in een burgeroorlog met het Noord-Jemenitische regeringsleger.
De pragmatischer wordende buitenlandse politiek van president Ali Nasser Muhammad leidde tot spanningen met bondgenoot de Sovjet-Unie, die wilde dat de president zijn pro-Russische koers van voorheen weer zou oppakken. Toen dit niet gebeurde werd Ali Nasser in opdracht van de USSR als premier afgezet en vervangen door de pro-Russische Haider Abu Bakr al-Attas. Ali Nasser Muhammad bleef president en voorzitter van de YSP. De sinds 1978 in Moskou verblijvende Abdul Fattah Ismail, een voormalige partijsecretaris en voormalig staatshoofd, keerde naar Zuid-Jemen terug. Hij verkreeg de post van 'organisator van het aankomende YSP-Congres' en werd lid van het politbureau van de YSP. Zijn terugkeer in Zuid-Jemen leidde tot de opname van pro-Ismail-elementen in de regering (1985). In januari 1986 kwamen pro-Ismail-elementen in opstand tegen de regering van al-Attas en Ali Nasser Muhammad. Volgens Ismail was Ali Nasser te pragmatisch en te weinig marxistisch. Op 13 januari 1986 riep Ali Nasser het politbureau bijeen, waarna hij zijn lijfwachten opdracht gaf het vuur te openen op Ismail en zijn aanhangers die hierbij om het leven kwamen. De opstand ging echter gewoon door en Ali Nasser vluchtte naar het buitenland. Premier al-Attas wist de situatie meester te worden en beëindigde de kortstondige burgeroorlog. Al-Attas werd president en partijsecretaris. Hij begon direct een op een vereniging met Noord-Jemen gerichte politiek te voeren. De betrekkingen met Saoedi-Arabië werden aangehaald en die met Oman verbeterd. Mede dankzij al-Attas pragmatische koers ten opzichte van Noord-Jemen vonden er besprekingen plaats met de Noord-Jemenitische regering. President Ali Abdullah Saleh van Noord-Jemen en president al-Attas van Zuid-Jemen sloten een akkoord, en op 22 mei 1990 kwam de Arabische Republiek Jemen tot stand. Saleh werd president van de nieuwe republiek, terwijl al-Attas premier werd (tot 1994).

## Verenigd Jemen na 1990

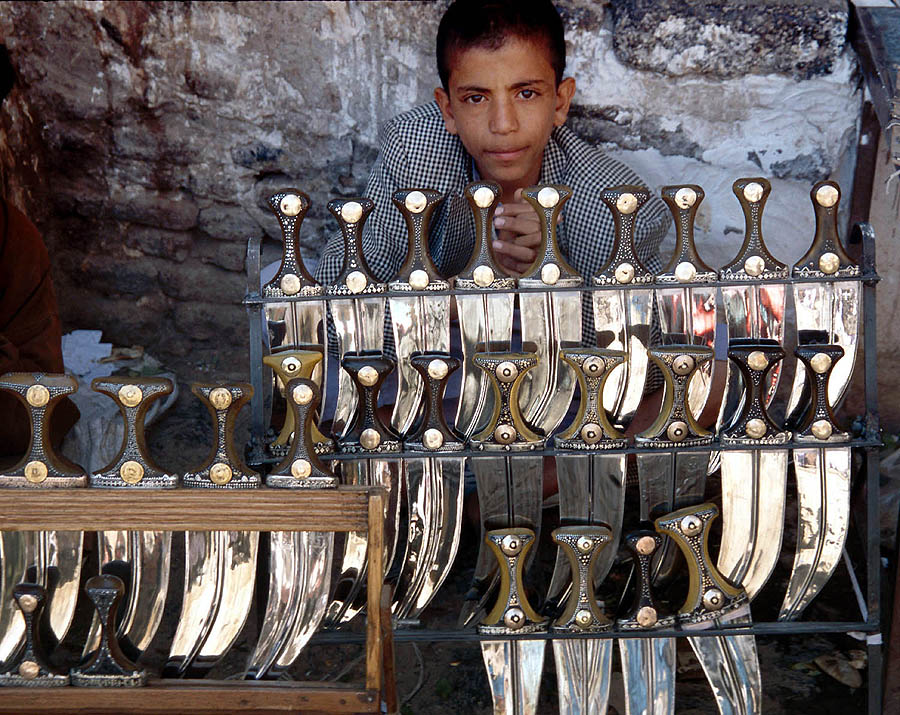
Op de markt in Ta'izz (1999).

Al in 1972 werden er plannen gemaakt om Noord- en Zuid-Jemen met elkaar te verenigen, maar in de praktijk kwam hier weinig van terecht door spanningen tussen beide landen over de ligging van de grens en de positionering van militairen langs die grens. Bovendien woedde de Koude Oorlog volop en werd Zuid-Jemen gesteund door de Sovjet-Unie, terwijl Noord-Jemen door het westen en door de Arabische koninkrijken gesteund werd, die een marxistische staat als een groter gevaar zagen dan een nationalistische republiek.Op 22 mei 1990 vond er een vereniging plaats tussen de Arabische Republiek (Noord-)Jemen en de Democratische Volksrepubliek (Zuid-)Jemen. Saleh werd voorzitter van een Republikeinse Raad, terwijl de voormalige Zuid-Jemenitische leider al-Attas premier werd. De nieuwe republiek kreeg de naam Arabische Republiek Jemen. 

Noord-Jemen en Zuid-Jemen voor de hereniging in 1990.

In mei 1991 kwam er een nieuwe grondwet, waarmee een meerpartijenstelsel werd ingevoerd. De Zuid-Jemenitische economie paste zich aan het Noord-Jemenitische kapitalisme aan. De eerste algemene verkiezingen werden gehouden in april 1993. De partij van president Saleh, het Algemene Volkscongres, haalde 121 van de 301 zetels en vormde een coalitie met de partij van premier al-Attas, de Jemenitische Socialistische Partij (JSP).
Tussen mei en juli 1994 was er een kleine burgeroorlog tussen communisten en het regeringsleger.
Sinds maart 2015 woedt er een burgeroorlog in Jemen tussen overwegend sjiitische moslims (Houthi's) enerzijds vanuit Sanaa en overwegend soennitische moslims anderzijds vanuit Aden, waar verschillende buitenlandse machten zich mee bemoeien, vooral Saoedi-Arabië, de Verenigde Arabische Emiraten en Iran. Daarnaast spelen ook soennitische jihadisten een rol als derde partij.
Op 4 december 2017 werd Saleh na een conflict met de Houthi's door de laatsten geliquideerd. In 2019 ontstonden gevechten tussen de door Saoedi-Arabië gesteunde Jemenitische regering en door de Verenigde Arabische Emiraten gesteunde pro-Zuid-Jemenitische troepen.
In 1988 was het rustig tussen beide landen en kregen Jemenieten de mogelijkheid om vrij tussen beide landen te reizen. Omdat de Sovjet-Unie inmiddels de hulp aan Zuid-Jemen had stopgezet, kwam dit land in steeds grotere economische problemen en moest het wel bij Noord-Jemen aankloppen. Op 22 mei 1990 werden beide landen verenigd in de Republiek Jemen. De Noord-Jemenitische president Ali Abdullah Saleh werd de president van het verenigde Jemen, de Zuid-Jemenitische secretaris-generaal Ali Salim al-Beidh werd vicepresident en de Zuid-Jemenitische president Haider Abu Bakr al-Attas werd premier.
De unificatie verliep echter niet voorspoedig. Het economisch al niet sterke noorden moest een vrijwel failliete marxistische staat overnemen en kon de enorme investeringen die daarvoor nodig waren niet bolwerken. Bovendien waren er tegenstellingen tussen het conservatievere noorden en het progressievere zuiden. De Jemenitische economie kreeg nog een extra dreun te verduren doordat Saoedi-Arabie in 1991 alle Jemenieten uitwees als represaille tegende steun van Saleh aan Saddam Hoessein. Los daarvan werd Salehs bewind gekenmerkt door grootschalige corruptie.
In mei 1994 kwam de Jemenitische Socialistische Partij in opstand tegen het bewind van president Saleh en riep in Aden de Democratische Republiek Jemen uit met al-Beidh als president en al-Attas als premier. De burgeroorlog die daarop volgde duurde echter maar kort. In juli was de opstand tegen Saleh onderdrukt en vluchtte al-Attas naar de Verenigde Arabische Emiraten.

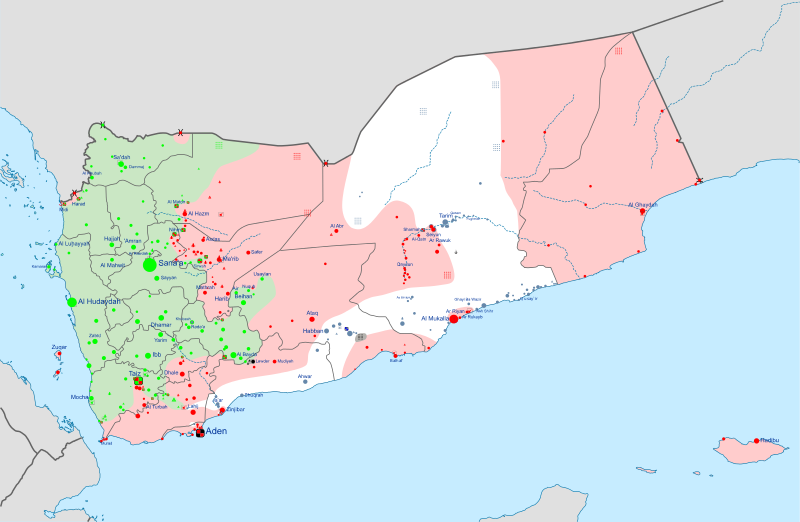
In handen van het Revolutionair Comité (onder andere Houthi's)
In handen van de Hadi-regering en de Zuidelijke Beweging
In handen van Al Qaida/Ansar al-Sharia

### Burgeroorlog en buitenlandse interventies
De recente geschiedenis van Jemen wordt gedomineerd door het conflict in Sa'dah. De zaidi-minderheid in het noorden was namelijk al jarenlang gemarginaliseerd door de regering van Saleh (die opmerkelijk genoeg zelf ook zaidi was). De Ansar Allah, bijgenaamd Houthi´s, begonnen als een religieuze jeugdbeweging die snel radicaliseerde.
In juni 2004 kwam de zaiditische leider Hussein Badreddin al-Houthi in het gouvernement Sa'dah in opstand tegen de Jemenitische regering, naar eigen zeggen om de bevolking te beschermen tegen discriminatie en agressie van de regering, maar volgens de Jemenitische overheid om de regering omver te werpen en sjiitische religieuze wetten in te voeren. In augustus 2009 startte de Jemenitische regering een tegenoffensief om de rebellen te verdrijven. Volgens de zaidieten wordt de Jemenitische overheid hierin gesteund door onder andere Saoedi-Arabië en de Verenigde Staten. De Jemenitische overheid beschuldigt Iran ervan steun te verlenen aan de rebellen. Naar schatting heeft dit conflict, dat zich uitbreidde naar de omliggende gouvernementen, zo'n 7000 mensen het leven gekost.
De Arabische Lente leidde in het land tot protesten die zich aanvankelijk tegen de slechte economische situatie maar later ook tegen president Saleh richtten. Na bemiddeling van de GCC en lang tegenstribbelen trad Saleh uiteindelijk toch af op 27 februari 2012. De centrale regering was echter hierdoor zeer verzwakt waardoor de toestand escaleerde tot een meervoudige burgeroorlog (de Jemenitische Crisis), waarin de volgende fracties actief zijn:
- De nieuwe regering van president Abd Rabbuh Mansur Al-Hadi die aan de macht kwam na presidentsverkiezingen waar hij als enige aan mee mocht doen waardoor hij 99,80% van de stemmen kreeg. Deze regering wordt als legitieme regering erkend door de meeste landen en geniet de steun van de VS en een aantal Arabische landen;
- De Ansar Allah, in de volksmond bekend als de Houthi's, een sji'itische (zaydistische) rebellengroepering die al sinds 1994 tegen de regering rebelleerde en sindsdien grote delen van voormalig Noord-Jemen heeft bezet. Deze beweging geniet de steun van het eveneens sji'itische Iran. Zij bezetten in 2014 Sa'na en verklaarden een nieuwe regering te willen vormen, waarop president Hadi naar Aden uitweek;
- Aanhangers van de verdreven president Saleh, die soms met de Houthi's samenwerken;
- De Al-Hirak of Zuidelijke Beweging, die een hernieuwde afscheiding van Zuid-Jemen wil;
- De salafistisch-jihadistische bewegingen Ansar al-Sharia en Al Qaida op het Arabisch Schiereiland;
- Salafistisch-jihadistische groeperingen die trouw hebben gezworen aan de Islamitische Staat, waaronder overgelopen leden van Ansar al-Sharia.

### Humanitaire crisis
De aanhoudende burgeroorlog leidde in 2017 tot een ernstige humanitaire crisis. Ongeveer twee derde van de huishoudens, en meer dan 7 miljoen mensen, hadden in maart 2017 te kampen met ernstige voedseltekorten. De Verenigde Naties en UNICEF sloegen alarm. In Nederland werd giro 555 opengesteld voor solidaire bijdragen, in België lanceerde het consortium 1212 een gelijkaardige campagne.
In oktober 2018 luidde de VN de noodklok over de grootschalige hongersnood die dreigt voor miljoenen Jemenieten. Belangrijke oorzaken hiervan zijn de opgeworpen blokkades in het land en de aanhoudende bombardementen op bakkerijen en ziekenhuizen.
In 2024 bracht het IPC een rapport uit over de humanitaire crisis in Jemen. Hierin staat 'dat de ondervoeding in Jemen het afgelopen jaar is toegenomen vanwege de verspreiding van ziektes als cholera en mazelen, het gebrek aan voedsel en drinkwater en de afname van welvaart in het algemeen'.